# Орынбеков, Муханмадияр Серикбекович
Муханма́дияр Серикбе́кович Орынбе́ков (каз. Мұқанмадияр Серікбекұлы Орынбеков) (1946—2006) — советский и казахстанский философ, историк религии, специалист по вопросам предфилософии протоказахов, философским воззрениям Абая Кунанбаева, субстанции, идеи, истории философской мысли и древним верованиям Казахстана, духовным основам единения казахов Доктор философских наук, профессор.

## Биография
Родился в семье сотрудника органов внутренних дел — начальника РОВД. Был старшим сыном из 8-и детей в семье.
Окончил философский факультет МГУ имени М. В. Ломоносова.
Заведующий сектором казахской философии Института философии, политологии и религиоведения НАН РК.
В 1995—2003 годах — профессор и заведующий кафедрой религиоведения и культурологии факультета философии и политологии Казахского национального университета имени аль-Фараби.
Автор 8 монографий по вопросам предфилософии протоказахов, философским воззрениям Абая Кунанбаева, субстанции, идеи, истории философской мысли и древним верованиям Казахстана, духовным основам единения казахов.
Скончался 23 февраля 2006 года, похоронен на Кенсайском кладбище.

## Научная деятельность
Исследовал документальные памятники зороастризма, тенгрианство, как феномен народов Алтая.

## Отзывы
Член-корреспондент НАН РК, доктор философских наук, профессор Н. Л. Сейтахметова в предисловии монографии М. С. Орынбекова «Генезис религиозности в Казахстане» отмечает, что данная работа в виду своей фундаментальности не имеет срока давности, научна и логически обоснована. Она представляет собой историю, открывающую образ духовных, мировоззренческих и нравственных исканий народа казахов. В работе представлен диалектический символ традиции и диалога, которые лежат в основе национальной казахской культуры. Сейтахметова также замечает, что монография имеет личностный смысл, поскольку раскрытие темы невозможно без внесения в неё собственного видения. Как авторская работа монография Орынбекова может вызывать неоднозначную оценку, а также призывать к дискуссии, но именно в этом и заключается суть философского дискурса. Сейтахметова пишет, что можно не быть согласным с изложенными Орынбековым вероучениями манихейства и буддизма, в частности с «жизнененавистнической» составляющей в учении Мани, но это важно отнести на счёт личного мнения другого — читающей стороны.

## Семья
- Брат — Орынбеков Бекболат Серикбекович[9] (род. 4 августа 1957) — первый заместитель акима Жамбылской области (с декабря 2013 года)[10].

## Научные труды

### Монографии
- Орынбеков М. С. Проблема субстанции в философии и науке. — Алма-Ата: Наука, 1975. — 176 с.
- Орынбеков М. С. Ежелгі қазақтың дүниетанымы. — Алматы, 1986.
- Орынбеков М. С. Предфилософия протоказахов. — Алматы: «Өлке», 1994. — 208 с.
  - Мировоззренческие ориентиры и первоначальные категории протоказахов и их соотношение. Архивная копия от 7 апреля 2014 на Wayback Machine — С. 104—116
  - Традиционные верования Протоказахов. Поклонение Тенгри, Жер-Су, Умай. Архивная копия от 7 апреля 2014 на Wayback Machine — С. 190—192.
- Орынбеков М. С. Философские воззрения Абая. — Алма-Аты: Білім, 1995. — 136 с.
- Орынбеков М. С. Верования древнего Казахстана. — Алматы, 1997
- Орынбеков М. С. История философской и общественной мысли Казахстана. — Алматы, 1997
- Орынбеков М. С. Духовные основы консолидации казахов. — Алматы: ИД «Аркаим», 2001. —
  - Дух, душа, духовность в философии Абая. — С. 191—208.
- Орынбеков М. С. Генезис религиозности в Казахстане. — Алматы: Институт философии и политологии КН МОН РК, 2013. — 204 с.

### Статьи
- Орынбеков М. С. Основные универсалии тюркского менталитета. // Казахская философия в канун XXI века. (Материалы Республиканской научно-теоретической конференции, посвященной 40-летию Института философии. — Алматы, 1998. — С. 13-15.